# Sonoda
Sonoda is een geslacht van straalvinnige vissen uit de familie van diepzeebijlvissen (Sternoptychidae).

## Soorten
- Sonoda megalophthalma (Grey, 1959)
- Sonoda paucilampa (Grey, 1960)